# .mh
‎.mh‏ دامنه اینترنتی اختصاص داده شده به جزایر مارشال است.